# Gondoriyo (Todanan)
Gondoriyo is een bestuurslaag in het regentschap Blora van de provincie Midden-Java, Indonesië. Gondoriyo telt 1122 inwoners (volkstelling 2010).